# Legendrena
Legendrena là một chi nhện trong họ Gallieniellidae.